# Impatiens glandulifera
Impatiens glandulifera es una especie de planta anual perteneciente a la familia Balsaminaceae. Es nativa del Himalaya. A través de la vía humana ha sido introducida y se ha extendido por el hemisferio norte.

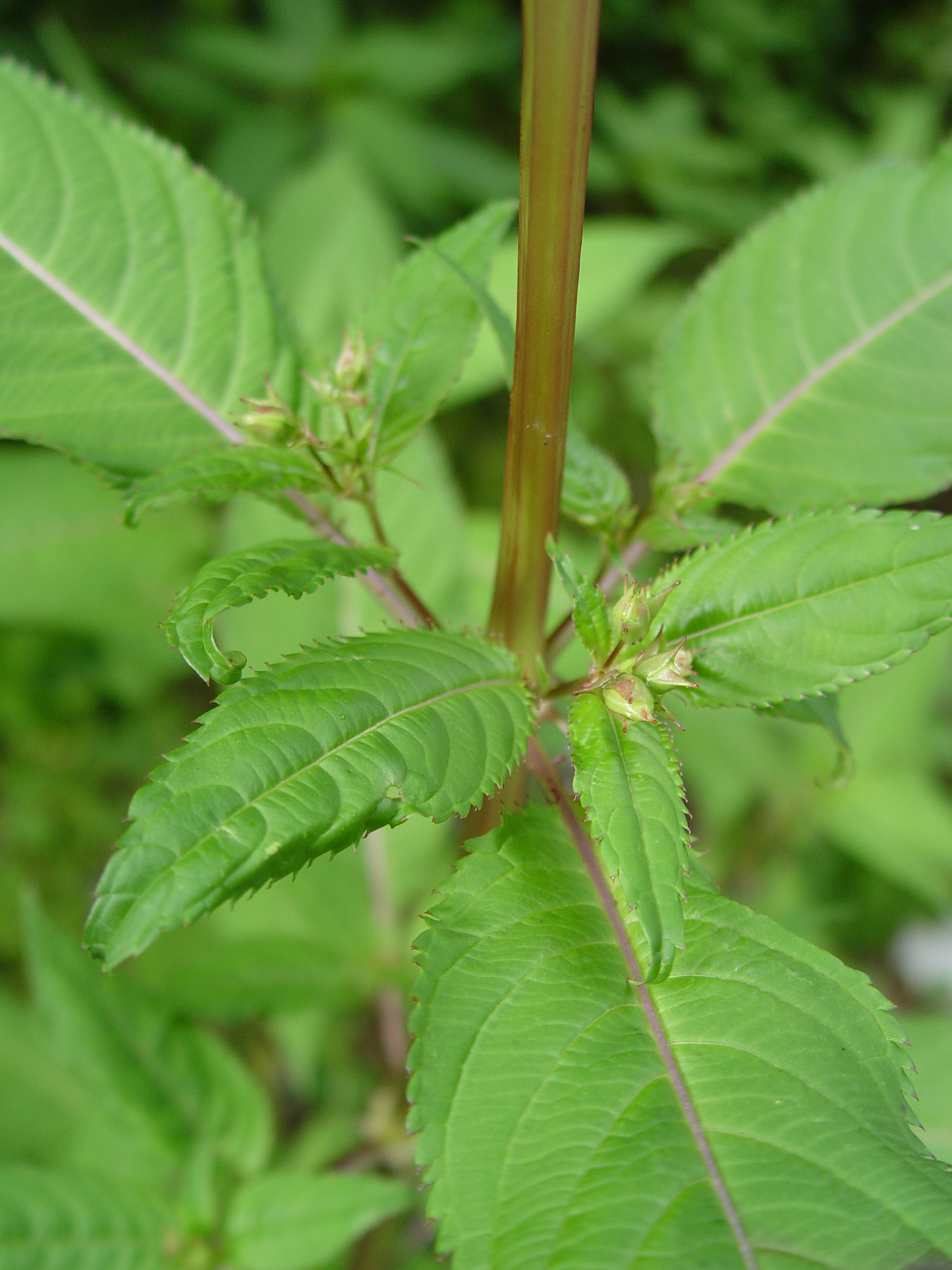
Hojas

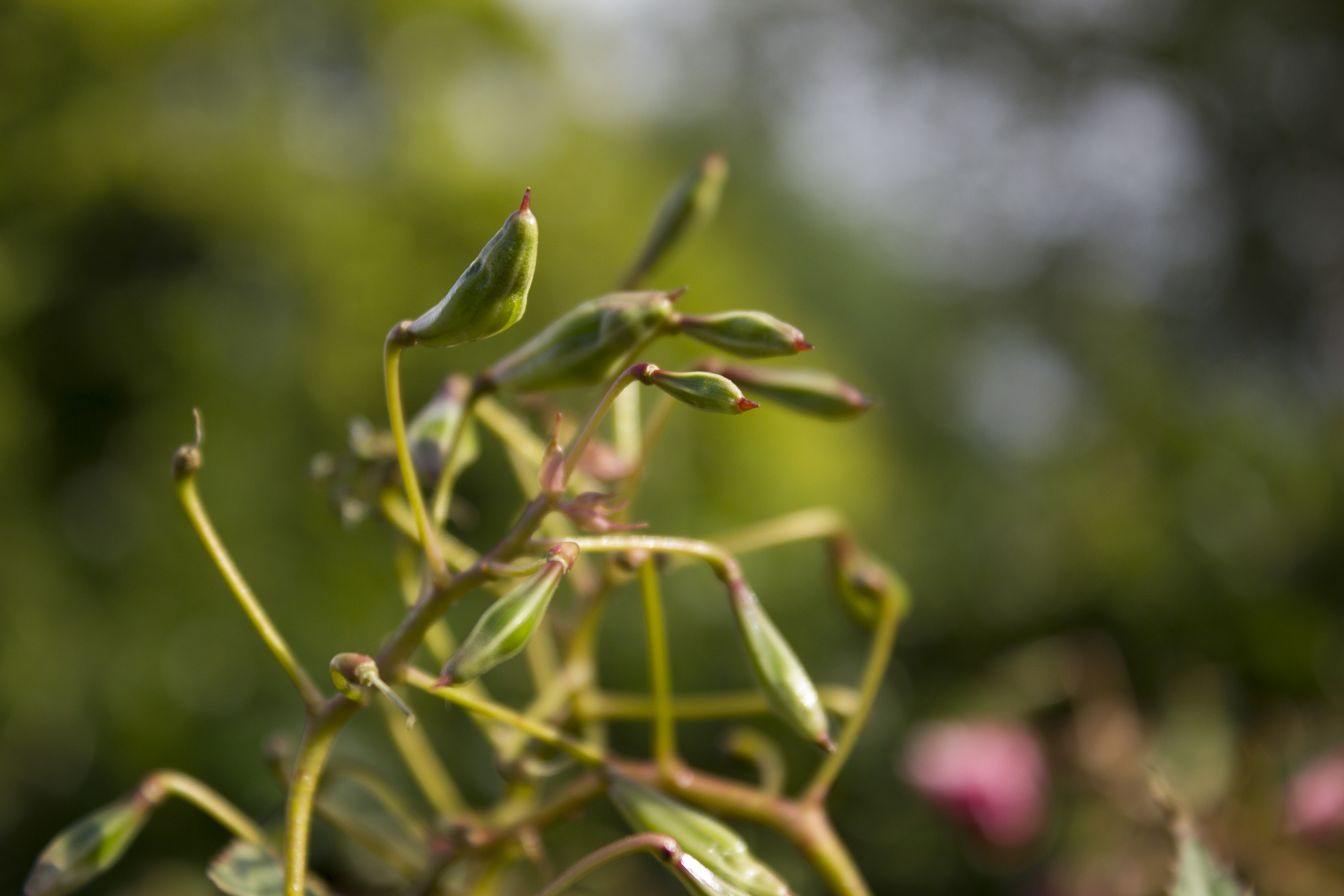
Frutos

## Descripción
Crece con un tamaño de 1 a 2 m de alto, con un tallo verde suave o teñido de rojo, y hojas lanceoladas de 5 a 23 cm  de largo. El follaje triturado tiene un fuerte olor a humedad. Las flores son de color rosa, con forma de capucha, de 3 a 4 cm  de altura y 2 cm  de ancho; la forma de la flor ha sido comparado con un casco de policía. 
Después de la floración entre junio y octubre, la planta forma las vainas de semillas 2 a 3 cm  de largo y 8 mm de ancho  que explotan cuando se les molesta, esparciendo las semillas hasta 7 metros de distancia. 

## Taxonomía
Impatiens glandulifera fue descrita por  John Forbes Royle y publicado en Illustrations of the Botany ... of the Himalayan Mountains ... 151, pl. 28, f. 2. 1835.
Etimología
Impatiens: el nombre científico de estas plantas se deriva de impatiens (impaciente), debido a que al tocar las vainas de semillas maduras estas explotan, esparciéndolas  a varios metros. Este mecanismo es conocido como balocoria, o también como "liberación explosiva".
glandulifera: epíteto latino que viene de glandis que significa "glándula", y fer que significa "que lleva", que alude a que la planta tiene glándulas que producen un néctar pegajoso y comestible con dulce olor.
Sinonimia
- Balsamina glandulifera (Royle) Ser.
- Balsamina macrochila (Lindl.) Ser.
- Balsamina roylei (Walp.) Ser.
- Impatiens candida Lindl.
- Impatiens cornigera Hook.
- Impatiens glanduligera Lindl.
- Impatiens macrochila Lindl.
- Impatiens moschata Edgew.
- Impatiens royleana Payer
- Impatiens roylei Walp.
- Impatiens taprobanica Hiern[3]